# Тајван (острво)
Тајван (кин: 台灣; пин: Táiwān; раније Формоза, од порт. (Ilha) Formosa — „лепо острво”) је кинеско острво у источној Азији. Главни град Тајвана је Тајпеј. Административно, острво представља једину кинеску покрајину која није под суверенитетом Народне Републике Кине, односно представља гро преостале територије под контролом Републике Кине. Често се термин „Тајван” користи као синоним за Републику Кину.
Од континенталне Кине ово пацифичко острво је удаљено 120 километара. Између њих је Тајвански пролаз. Тајван је дуг 394, а широк 144 километра. На југу Лузонски пролаз одваја Тајван од Филипина. На североистоку је јапански архипелаг Рјукју. Источно кинеско море запљускује северне обале Тајвана и одваја га од Јапана и Јужне Кореје.
Површина Тајвана је 35.801 km². Највиши врх Јушан је на 3.952 метара, док је још 5 врхова више од 3.500 метара. Према подацима из 2009. на острву живи 23.046.177 становника.

## Физичке границе
Укупна копнена површина Тајвана је 36,197 km2 (14 sq mi), нешто већа од Белгије. Он има обалу од 1,5663 km (0,9733 mi). ROC тврди да има ексклузивну економску зону од 83,231 km2 (32,136 sq mi) са 200 nmi (370,4 km; 230,2 mi) и територијално море од 12 nmi (22,2 km; 13,8 mi).
Тајван, главно острво архипелага, на Западу је до после Другог светског рата био познат као Формоза, од португалског (Ilha) Formosa, „лепо острво”. Дугачак је 394 km (245 mi) и широк 144 km (89 mi), и има површину од 35,808 km2 (14 sq mi). Најсевернија тачка острва је рт Фугуи у округу Шимен у Новом Тајпеју. Централна тачка острва је у граду Пули, округ Нантоу. Најјужнија тачка на острву је рт Елуанби у граду Хенгчун, округ Пингтунг.
Острво Тајван је одвојено од југоисточне обале континенталне Кине Тајванским мореузом, који се креће од 220 km (140 mi) на најширој тачки до 130 km (81 mi) на најужем. Као део епиконтиненталног појаса, мореуз није дубок више од 100 m (330 ft) и постао је копнени мост током глацијалних периода.
На југу, острво Тајван је одвојено од филипинског острва Лузон 250 km (155 mi) широким Лузонским мореузом. Јужно кинеско море лежи на југозападу, Источно кинеско море на северу, а Филипинско море на истоку. Ннајближе острво Тајвану (главном острву) је острво Ниушан под кинеском управом (НРК) у селу Нанлај, код града Аоћен, округ Пингтан, Фуџоу, Фуџиан.
Мања острва архипелага укључују острва Пенгу у Тајванском мореузу 50 km (31 mi) западно од главног острва, са површином од 127 km2 (49 sq mi), мало остро Сјаољућу на југозападној обали и острво Орхидеја и Зелено острво на југоистоку, одвојено од најсевернијих острва Филипина Баши каналом. Острва Кинмен и Мацу близу обале Фуђена преко Тајванског мореуза имају укупну површину од 180 km2 (69 sq mi); острвима Пратас и Тајпинг у Јужном кинеском мору такође управља ROC, али она нису део тајванског архипелага.

## Геологија
Острво Тајван је настало пре отприлике 4 до 5 милиона година на сложеној конвергентној граници између Филипинске морске плоче и Евроазијске плоче. На граници која се протеже дуж острва и наставља ка југу у вулканском луку Лузон (укључујући Зелено острво и острво Орхидеја), Евроазијска плоча клизи испод плоче Филипинског мора.
Већи део острва обухвата огроман блок раседа нагнут на запад. Западни део острва, и већи део централног ланца, састоји се од седиментних наслага саструганих са силазне ивице Евроазијске плоче. На североистоку острва, и настављајући ка истоку у вулканском луку Рјуку, плоча Филипинског мора клизи испод Евроазијске плоче.
Тектонска граница остаје активна, а Тајван доживи 15.000 до 18.000 земљотреса сваке године, од којих људи примећују 800 до 1.000. Најкатастрофалнији недавни земљотрес био је земљотрес Чи-Чи магнитуде 7,3 степени по Рихтеровој скали, који се догодио у центру Тајвана 21. септембра 1999. године и усмртио више од 2.400 људи. Дана 4. марта 2010. око 01:20 UTC, земљотрес магнитуде 6,4 погодио је југозападни Тајван у планинском подручју округа Каосјунг. Још један велики земљотрес догодио се 6. фебруара 2016. године, магнитуде 6,4. Највише је оштећен Тајнан, са 117 мртвих, од којих је већина узрокована урушавањем стамбене зграде од 17 спратова.

## Клима
Острво Тајван лежи поред Тропика Рака, а на његову климу утиче Источноазијски монсун. Северни Тајван има влажну суптропску климу, са значајним сезонским варијацијама температура, док делови централног и већине јужног Тајвана имају тропску монсунску климу где су сезонске варијације температуре мање приметне, са температурама које обично варирају од топлих до врућих. Током зиме (од новембра до марта) на североистоку пада киша, док су централни и јужни делови острва претежно сунчани. Летњи монсун (од маја до октобра) чини 90% годишњих падавина на југу, али само 60% на северу. Просечна количина падавина је приближно 2.600 mm годишње.
| Ј                                     | Ф         | М         | А         | М         | Ј         | Ј         | А         | С         | О         | Н        | Д        |
| 83 19 14                              | 170 20 14 | 180 22 16 | 178 26 19 | 235 29 22 | 326 32 25 | 245 34 26 | 322 34 26 | 361 31 25 | 149 28 22 | 83 24 19 | 73 21 16 |
| Просечне макс. и мин. температуре у ° |           |           |           |           |           |           |           |           |           |          |          |
| Укупне падавине у                     |           |           |           |           |           |           |           |           |           |          |          |
| Извор: Central Weather Bureau         |           |           |           |           |           |           |           |           |           |          |          |

| Империјална конверзија                | Империјална конверзија | Империјална конверзија | Империјална конверзија | Империјална конверзија | Империјална конверзија | Империјална конверзија | Империјална конверзија | Империјална конверзија | Империјална конверзија | Империјална конверзија | Империјална конверзија |
| ------------------------------------- | ---------------------- | ---------------------- | ---------------------- | ---------------------- | ---------------------- | ---------------------- | ---------------------- | ---------------------- | ---------------------- | ---------------------- | ---------------------- |
| Ј                                     | Ф                      | М                      | А                      | М                      | Ј                      | Ј                      | А                      | С                      | О                      | Н                      | Д                      |
| 3,3 66 57                             | 6,7 67 58              | 7,1 72 60              | 7 78 66                | 9,2 85 72              | 13 90 76               | 9,6 94 79              | 13 93 79               | 14 88 77               | 5,9 82 72              | 3,3 76 67              | 2,9 69 60              |
| Просечне макс. и мин. температуре у ° |                        |                        |                        |                        |                        |                        |                        |                        |                        |                        |                        |
| Укупне падавине у инчима              |                        |                        |                        |                        |                        |                        |                        |                        |                        |                        |                        |

| Ј                                     | Ф         | М         | А         | М         | Ј         | Ј         | А         | С         | О         | Н        | Д        |
| 83 19 14                              | 170 20 14 | 180 22 16 | 178 26 19 | 235 29 22 | 326 32 25 | 245 34 26 | 322 34 26 | 361 31 25 | 149 28 22 | 83 24 19 | 73 21 16 |
| Просечне макс. и мин. температуре у ° |           |           |           |           |           |           |           |           |           |          |          |
| Укупне падавине у                     |           |           |           |           |           |           |           |           |           |          |          |
| Извор: Central Weather Bureau         |           |           |           |           |           |           |           |           |           |          |          |

| Империјална конверзија                | Империјална конверзија | Империјална конверзија | Империјална конверзија | Империјална конверзија | Империјална конверзија | Империјална конверзија | Империјална конверзија | Империјална конверзија | Империјална конверзија | Империјална конверзија | Империјална конверзија |
| ------------------------------------- | ---------------------- | ---------------------- | ---------------------- | ---------------------- | ---------------------- | ---------------------- | ---------------------- | ---------------------- | ---------------------- | ---------------------- | ---------------------- |
| Ј                                     | Ф                      | М                      | А                      | М                      | Ј                      | Ј                      | А                      | С                      | О                      | Н                      | Д                      |
| 3,3 66 57                             | 6,7 67 58              | 7,1 72 60              | 7 78 66                | 9,2 85 72              | 13 90 76               | 9,6 94 79              | 13 93 79               | 14 88 77               | 5,9 82 72              | 3,3 76 67              | 2,9 69 60              |
| Просечне макс. и мин. температуре у ° |                        |                        |                        |                        |                        |                        |                        |                        |                        |                        |                        |
| Укупне падавине у инчима              |                        |                        |                        |                        |                        |                        |                        |                        |                        |                        |                        |

| Ј                                     | Ф        | М        | А         | М         | Ј         | Ј         | А         | С        | О        | Н        | Д        |
| 36 22 13                              | 88 22 14 | 94 25 16 | 135 28 20 | 225 30 23 | 343 32 24 | 246 33 25 | 317 33 25 | 98 32 24 | 16 30 22 | 19 27 18 | 26 24 14 |
| Просечне макс. и мин. температуре у ° |          |          |           |           |           |           |           |          |          |          |          |
| Укупне падавине у                     |          |          |           |           |           |           |           |          |          |          |          |
| Извор: Central Weather Bureau         |          |          |           |           |           |           |           |          |          |          |          |

| Империјална конверзија                | Империјална конверзија | Империјална конверзија | Империјална конверзија | Империјална конверзија | Империјална конверзија | Империјална конверзија | Империјална конверзија | Империјална конверзија | Империјална конверзија | Империјална конверзија | Империјална конверзија |
| ------------------------------------- | ---------------------- | ---------------------- | ---------------------- | ---------------------- | ---------------------- | ---------------------- | ---------------------- | ---------------------- | ---------------------- | ---------------------- | ---------------------- |
| Ј                                     | Ф                      | М                      | А                      | М                      | Ј                      | Ј                      | А                      | С                      | О                      | Н                      | Д                      |
| 1,4 72 55                             | 3,5 72 57              | 3,7 76 61              | 5,3 82 67              | 8,9 86 73              | 13 89 76               | 9,7 91 77              | 12 91 77               | 3,9 89 75              | 0,6 86 71              | 0,7 81 65              | 1 74 58                |
| Просечне макс. и мин. температуре у ° |                        |                        |                        |                        |                        |                        |                        |                        |                        |                        |                        |
| Укупне падавине у инчима              |                        |                        |                        |                        |                        |                        |                        |                        |                        |                        |                        |

| Ј                                     | Ф        | М        | А         | М         | Ј         | Ј         | А         | С        | О        | Н        | Д        |
| 36 22 13                              | 88 22 14 | 94 25 16 | 135 28 20 | 225 30 23 | 343 32 24 | 246 33 25 | 317 33 25 | 98 32 24 | 16 30 22 | 19 27 18 | 26 24 14 |
| Просечне макс. и мин. температуре у ° |          |          |           |           |           |           |           |          |          |          |          |
| Укупне падавине у                     |          |          |           |           |           |           |           |          |          |          |          |
| Извор: Central Weather Bureau         |          |          |           |           |           |           |           |          |          |          |          |

| Империјална конверзија                | Империјална конверзија | Империјална конверзија | Империјална конверзија | Империјална конверзија | Империјална конверзија | Империјална конверзија | Империјална конверзија | Империјална конверзија | Империјална конверзија | Империјална конверзија | Империјална конверзија |
| ------------------------------------- | ---------------------- | ---------------------- | ---------------------- | ---------------------- | ---------------------- | ---------------------- | ---------------------- | ---------------------- | ---------------------- | ---------------------- | ---------------------- |
| Ј                                     | Ф                      | М                      | А                      | М                      | Ј                      | Ј                      | А                      | С                      | О                      | Н                      | Д                      |
| 1,4 72 55                             | 3,5 72 57              | 3,7 76 61              | 5,3 82 67              | 8,9 86 73              | 13 89 76               | 9,7 91 77              | 12 91 77               | 3,9 89 75              | 0,6 86 71              | 0,7 81 65              | 1 74 58                |
| Просечне макс. и мин. температуре у ° |                        |                        |                        |                        |                        |                        |                        |                        |                        |                        |                        |
| Укупне падавине у инчима              |                        |                        |                        |                        |                        |                        |                        |                        |                        |                        |                        |

| Ј                                     | Ф        | М        | А        | М         | Ј         | Ј         | А         | С         | О        | Н        | Д        |
| 16 24 16                              | 21 25 17 | 39 27 19 | 70 29 22 | 197 31 25 | 415 32 26 | 391 32 26 | 417 32 26 | 242 31 26 | 43 30 24 | 19 28 21 | 16 25 17 |
| Просечне макс. и мин. температуре у ° |          |          |          |           |           |           |           |           |          |          |          |
| Укупне падавине у                     |          |          |          |           |           |           |           |           |          |          |          |
| Извор: Central Weather Bureau         |          |          |          |           |           |           |           |           |          |          |          |

| Империјална конверзија                | Империјална конверзија | Империјална конверзија | Империјална конверзија | Империјална конверзија | Империјална конверзија | Империјална конверзија | Империјална конверзија | Империјална конверзија | Империјална конверзија | Империјална конверзија | Империјална конверзија |
| ------------------------------------- | ---------------------- | ---------------------- | ---------------------- | ---------------------- | ---------------------- | ---------------------- | ---------------------- | ---------------------- | ---------------------- | ---------------------- | ---------------------- |
| Ј                                     | Ф                      | М                      | А                      | М                      | Ј                      | Ј                      | А                      | С                      | О                      | Н                      | Д                      |
| 0,6 75 60                             | 0,8 76 62              | 1,5 80 67              | 2,7 84 72              | 7,8 87 77              | 16 89 79               | 15 90 80               | 16 89 79               | 9,5 89 78              | 1,7 86 75              | 0,7 82 70              | 0,6 77 63              |
| Просечне макс. и мин. температуре у ° |                        |                        |                        |                        |                        |                        |                        |                        |                        |                        |                        |
| Укупне падавине у инчима              |                        |                        |                        |                        |                        |                        |                        |                        |                        |                        |                        |

| Ј                                     | Ф        | М        | А        | М         | Ј         | Ј         | А         | С         | О        | Н        | Д        |
| 16 24 16                              | 21 25 17 | 39 27 19 | 70 29 22 | 197 31 25 | 415 32 26 | 391 32 26 | 417 32 26 | 242 31 26 | 43 30 24 | 19 28 21 | 16 25 17 |
| Просечне макс. и мин. температуре у ° |          |          |          |           |           |           |           |           |          |          |          |
| Укупне падавине у                     |          |          |          |           |           |           |           |           |          |          |          |
| Извор: Central Weather Bureau         |          |          |          |           |           |           |           |           |          |          |          |

| Империјална конверзија                | Империјална конверзија | Империјална конверзија | Империјална конверзија | Империјална конверзија | Империјална конверзија | Империјална конверзија | Империјална конверзија | Империјална конверзија | Империјална конверзија | Империјална конверзија | Империјална конверзија |
| ------------------------------------- | ---------------------- | ---------------------- | ---------------------- | ---------------------- | ---------------------- | ---------------------- | ---------------------- | ---------------------- | ---------------------- | ---------------------- | ---------------------- |
| Ј                                     | Ф                      | М                      | А                      | М                      | Ј                      | Ј                      | А                      | С                      | О                      | Н                      | Д                      |
| 0,6 75 60                             | 0,8 76 62              | 1,5 80 67              | 2,7 84 72              | 7,8 87 77              | 16 89 79               | 15 90 80               | 16 89 79               | 9,5 89 78              | 1,7 86 75              | 0,7 82 70              | 0,6 77 63              |
| Просечне макс. и мин. температуре у ° |                        |                        |                        |                        |                        |                        |                        |                        |                        |                        |                        |
| Укупне падавине у инчима              |                        |                        |                        |                        |                        |                        |                        |                        |                        |                        |                        |

| Ј                                     | Ф        | М        | А        | М         | Ј         | Ј         | А         | С         | О         | Н        | Д        |
| 43 23 17                              | 48 24 17 | 43 25 19 | 74 28 21 | 157 30 23 | 248 31 25 | 281 32 26 | 308 32 26 | 299 31 25 | 236 29 23 | 78 27 21 | 42 24 18 |
| Просечне макс. и мин. температуре у ° |          |          |          |           |           |           |           |           |           |          |          |
| Укупне падавине у                     |          |          |          |           |           |           |           |           |           |          |          |
| Извор: Central Weather Bureau         |          |          |          |           |           |           |           |           |           |          |          |

| Империјална конверзија                | Империјална конверзија | Империјална конверзија | Империјална конверзија | Империјална конверзија | Империјална конверзија | Империјална конверзија | Империјална конверзија | Империјална конверзија | Империјална конверзија | Империјална конверзија | Империјална конверзија |
| ------------------------------------- | ---------------------- | ---------------------- | ---------------------- | ---------------------- | ---------------------- | ---------------------- | ---------------------- | ---------------------- | ---------------------- | ---------------------- | ---------------------- |
| Ј                                     | Ф                      | М                      | А                      | М                      | Ј                      | Ј                      | А                      | С                      | О                      | Н                      | Д                      |
| 1,7 73 63                             | 1,9 75 63              | 1,7 77 66              | 2,9 82 70              | 6,2 86 73              | 9,8 88 77              | 11 90 79               | 12 90 79               | 12 88 77               | 9,3 84 73              | 3,1 81 70              | 1,7 75 64              |
| Просечне макс. и мин. температуре у ° |                        |                        |                        |                        |                        |                        |                        |                        |                        |                        |                        |
| Укупне падавине у инчима              |                        |                        |                        |                        |                        |                        |                        |                        |                        |                        |                        |

| Ј                                     | Ф        | М        | А        | М         | Ј         | Ј         | А         | С         | О         | Н        | Д        |
| 43 23 17                              | 48 24 17 | 43 25 19 | 74 28 21 | 157 30 23 | 248 31 25 | 281 32 26 | 308 32 26 | 299 31 25 | 236 29 23 | 78 27 21 | 42 24 18 |
| Просечне макс. и мин. температуре у ° |          |          |          |           |           |           |           |           |           |          |          |
| Укупне падавине у                     |          |          |          |           |           |           |           |           |           |          |          |
| Извор: Central Weather Bureau         |          |          |          |           |           |           |           |           |           |          |          |

| Империјална конверзија                | Империјална конверзија | Империјална конверзија | Империјална конверзија | Империјална конверзија | Империјална конверзија | Империјална конверзија | Империјална конверзија | Империјална конверзија | Империјална конверзија | Империјална конверзија | Империјална конверзија |
| ------------------------------------- | ---------------------- | ---------------------- | ---------------------- | ---------------------- | ---------------------- | ---------------------- | ---------------------- | ---------------------- | ---------------------- | ---------------------- | ---------------------- |
| Ј                                     | Ф                      | М                      | А                      | М                      | Ј                      | Ј                      | А                      | С                      | О                      | Н                      | Д                      |
| 1,7 73 63                             | 1,9 75 63              | 1,7 77 66              | 2,9 82 70              | 6,2 86 73              | 9,8 88 77              | 11 90 79               | 12 90 79               | 12 88 77               | 9,3 84 73              | 3,1 81 70              | 1,7 75 64              |
| Просечне макс. и мин. температуре у ° |                        |                        |                        |                        |                        |                        |                        |                        |                        |                        |                        |
| Укупне падавине у инчима              |                        |                        |                        |                        |                        |                        |                        |                        |                        |                        |                        |

Тајфуни су највероватнији између јула и октобра, са у просеку око четири директна удара годишње. Интензивна киша од тајфуна често доводи до катастрофалних одрона блата.

### Подаци
| Површина      | Максимална температура | Максимална температура | Датум              | Најранији запис |
| Површина      | °C                     | °F                     | Датум              | Најранији запис |
| ------------- | ---------------------- | ---------------------- | ------------------ | --------------- |
| Тајпеј Сити   | 39,3                   | 102,7                  | 8. август 2013     | 1896            |
| Каосјунг Сити | 37,6                   | 99,7                   | 15. септембар 2014 | 1932            |
| Тајтунг округ | 40,2                   | 104,4                  | 9. мај 2004        |                 |
| Таојуен Сити  | 37,9                   | 100,2                  | 15. септембар 2014 |                 |